# Fradley and Streethay
Fradley and Streethay var en civil parish 2009–2023 när det uppgick i Fradley och Streethay, i distriktet Lichfield, i Storbritannien. Den ligger i grevskapet Staffordshire och riksdelen England, i den södra delen av landet, 170 km nordväst om huvudstaden London. Civil parish hade 6 053 invånare år 2021.